# دوسر وبري
دوسر وبري (الاسم العلمي: Aegilops comosa) هي نوع نباتي يتبع جنس الدوسر من الفصيلة النجيلية. 

## الموئل والانتشار
موطنه بلاد الشام والمغرب العربي وقبرص وتركيا والقوقاز واليونان وألبانيا.

## مرادفات للاسم العلمي
- (باللاتينية: Comopyrum comosum (Sm.) Á. Löve)
- (باللاتينية:                             							 								                             	Triticum comosum (Sm.) K. Richt.)
- (باللاتينية: Comopyrum comosum (Sm.) Á. Löve)